# Donald Grant Creighton
Donald Grant Creighton (Toronto, Ont., 15 juillet 1902 - Brooklin, Ont., 19 décembre 1979) était un historien et un enseignant canadien-anglais. Il étudia au Victoria College de l'université de Toronto et au Balliol College d'Oxford. Il a une grande carrière au département d'histoire de l'université de Toronto puisqu'il devient chargé de cours en 1927, professeur en 1945, directeur de 1954 à 1959 et professeur émérite en 1971.
La publication de son livre The Commercial Empire of the St. Lawrence fait de Creighton un des historiens canadiens les plus célèbres. Sa thèse est que le fleuve Saint-Laurent est à la base du système économique et politique transcontinental. Il publia aussi la biographie de John A. Macdonald en deux volumes qui lui méritent le prix du Gouverneur général de 1952 et de 1955. Dans les années 1960, il a commencé à s'orienter vers une histoire plus générale du Canada. 
Il était un fédéraliste avoué qui parlait haut et fort contre les dangers du continentalisme et du régionalisme. Les dernières années de sa carrière furent consacrées à critiquer le Parti libéral alors au pouvoir, dirigé par William Lyon Mackenzie King et son successeur Louis St-Laurent. Creighton a dénoncé le Parti libéral pour avoir miné les liens du Canada avec le Royaume-Uni et s'être orienté vers des relations plus étroites avec les États-Unis, une politique qu'il n'aimait pas du tout.
Il adhéra à l'Ordre du Canada en 1967.

## En tant qu'auteur nationaliste du Canada anglais
Alors que la guerre froide s'intensifie après 1947, l'historien Harold Innis, une influence majeure sur Creighton, devient de plus en plus hostile aux États-Unis. Innis a averti de toute urgence que le Canada devenait une colonie inféodée à son voisin méridional beaucoup plus puissant. « Nous nous battons en effet pour nos vies », a-t-il averti, soulignant notamment « l'influence pernicieuse de la publicité américaine. ... Nous ne pouvons survivre qu'en prenant des mesures persistantes à des points stratégiques contre l'impérialisme américain sous toutes ses formes attrayantes ». Cet anti-américanisme a amené Creighton à une conviction croissante que le Canada risquait d'être absorbé par les États-Unis culturellement, économiquement et politiquement.
Au cours des années suivantes, Creighton s'est fréquemment exprimé à travers les médias de masse. Très nationaliste, ses opinions ont souvent été critiquées, en particulier par ceux, comme l'historienne Susan Mann, qui considérait Creighton comme anti-Québec. Creighton estimait que la position de la langue française au Canada devrait être plus ou moins ce que la Loi constitutionnelle de 1867 avait prescrit. En tant que tel, Creighton n'était pas épris de changements tels que le bilinguisme officiel introduit dans les années 1960 et 1970. La Révolution tranquille des années 1960 avait conduit à un nationalisme canadien-français plus affirmé avec lequel Creighton n'avait aucune sympathie. En 1964, lorsque des émeutes anti-britanniques ont éclaté à Québec lorsque la reine Élisabeth II a visité la belle province, un furieux Creighton a écrit qu'Élisabeth avait été « humiliée ».
En tant que fervent partisan du Parti progressiste-conservateur, les héros de Creighton étaient John A. Macdonald, Robert Borden et John Diefenbaker, pour qui Creighton a été rédacteur de discours. De même, Creighton était fier du passé britannique du Canada et considérait les efforts visant à effacer ce passé comme une « honte nationale ». Dans ses dernières années, Creighton s'est déplacé vers la gauche et il a été considéré comme un Red Tory au moment de sa mort. En 1972, Creighton est devenu l'un des principaux adversaires du projet de l'aéroport de Pickering.
Creighton n'aimait pas le Parti libéral car il considérait les libéraux comme le parti du continentalisme (c.-à-d. rapprocher le Canada des États-Unis) et car le Parti avait pris des mesures que Creighton considérait comme une attaque contre l'héritage britannique, comme le remplacement du Red Ensign par l'Unifolié en 1965. De tous les chefs libéraux, c'était Lester Pearson que Creighton détestait le plus. Creighton a attaqué le continentaliste libéral Frank Underhill comme un quasi-traître, imaginant dans un essai un Underhill béat bien satisfait après 1945 avec l'Empire britannique en déclin, la montée des États-Unis et le Canada tombant dans la sphère d'influence américaine.
Quant aux relations fédérales-provinciales, Creighton partage le point de vue de Macdonald sur une confédération hautement centralisée où les provinces sont subordonnées au gouvernement fédéral. De l'avis de Creighton, cela avait été une grave erreur de la part d'Ottawa de permettre l'accroissement des pouvoirs provinciaux au XXe siècle. En particulier, Creighton était fortement opposé aux demandes du gouvernement du Québec pour plus de pouvoir aux dépens du gouvernement fédéral pendant la Révolution tranquille et après. Creighton y voit les premiers pas vers le séparatisme. Creighton était partisan d'une ligne dure contre le gouvernement du Parti québécois de René Lévesque, et a été l'un des premiers à préconiser la partition du Québec en cas de vote pour quitter la Confédération, écrivant que le Nord du Québec faisait historiquement partie de la Terre de Rupert et qu'il avait été donné au Québec par le gouvernement du Dominion seulement en 1912.
La détermination de Creighton à maintenir les traditions britanniques, son étroitement association avec Diefenbaker et son aversion pour le continentalisme l'ont amené à être accusé d'antiaméricanisme. Plus tard, Creighton a consolidé sa réputation d'anti-américain avec son seul roman, The Take-Over (1978). Comme son titre l'indique, le livre traitait d'une prise de contrôle imaginaire du Canada par les États-Unis. Creighton se considérait comme un militant solitaire non seulement contre ce qu'il appelait la « version autorisée » de l'histoire canadienne (c'est-à-dire l'interprétation libérale), mais aussi contre ce qu'il considérait comme l'indifférence et l'apathie généralisées ressenties par la plupart des Canadiens à l'égard de leur histoire. Selon Creighton, la soi-disant « interprétation libérale » de l'histoire canadienne conduirait finalement à l'absorption du Canada par les États-Unis. Creighton a fréquemment proclamé l'aphorisme selon lequel un peuple qui oublie son passé est également condamné à ne pas avoir d'avenir. Tout au long de sa vie, Creighton a lutté avec acharnement pour rehausser le profil de l'histoire dans la vie canadienne et pour convaincre les Canadiens qu'ils avaient une histoire grande et glorieuse qui méritait d'être célébrée.